# Cantonul Pau-1
Cantonul Pau-1 este un canton francez din departamentul Pyrénées-Atlantiques.

## Istorie
Un nou decupaj teritorial al departamentului Pyrénées-Atlantiques a intrat în vigoare în 2015. Acesta a fost definit prin decretul din 25 februarie 2014, în aplicarea legilor din 17 mai 2013 (legea organică 2013-402 și legea 2013-403).
Cantonul Pau-1 este format dintr-o parte a comunei Pau. Acesta este complet inclus în arondismentul Pau, iar centrul cantonal se află la Pau.

## Compoziție
Cantonul Pau-1 cuprinde partea din comuna Pau situată la vest de o linie definită de axa următoarelor străzi și limite: de la limita teritorială a comunei Billère, pe avenue Jean-Mermoz, boulevard d'Alsace-Lorraine, cours Lyautey, avenue Henri-Dunant, rue du Pasteur-Alphonse-Cadier, avenue Honoré-Baradat, avenue du Loup, boulevard Tourasse, rue Léon-Jouhaux, rue Jean-Moulin, avenue du Loup, avenue de Buros, până la limita teritorială a comunei Buros.

## Date demografice
În 2021, cantonul avea 25.543 locuitori, înregistrând o creștere cu +2,2% față de 2015 (Pyrénées-Atlantiques: +3,43%, Franța fără Mayotte: +5,44%).